# Danza tradicional coreana

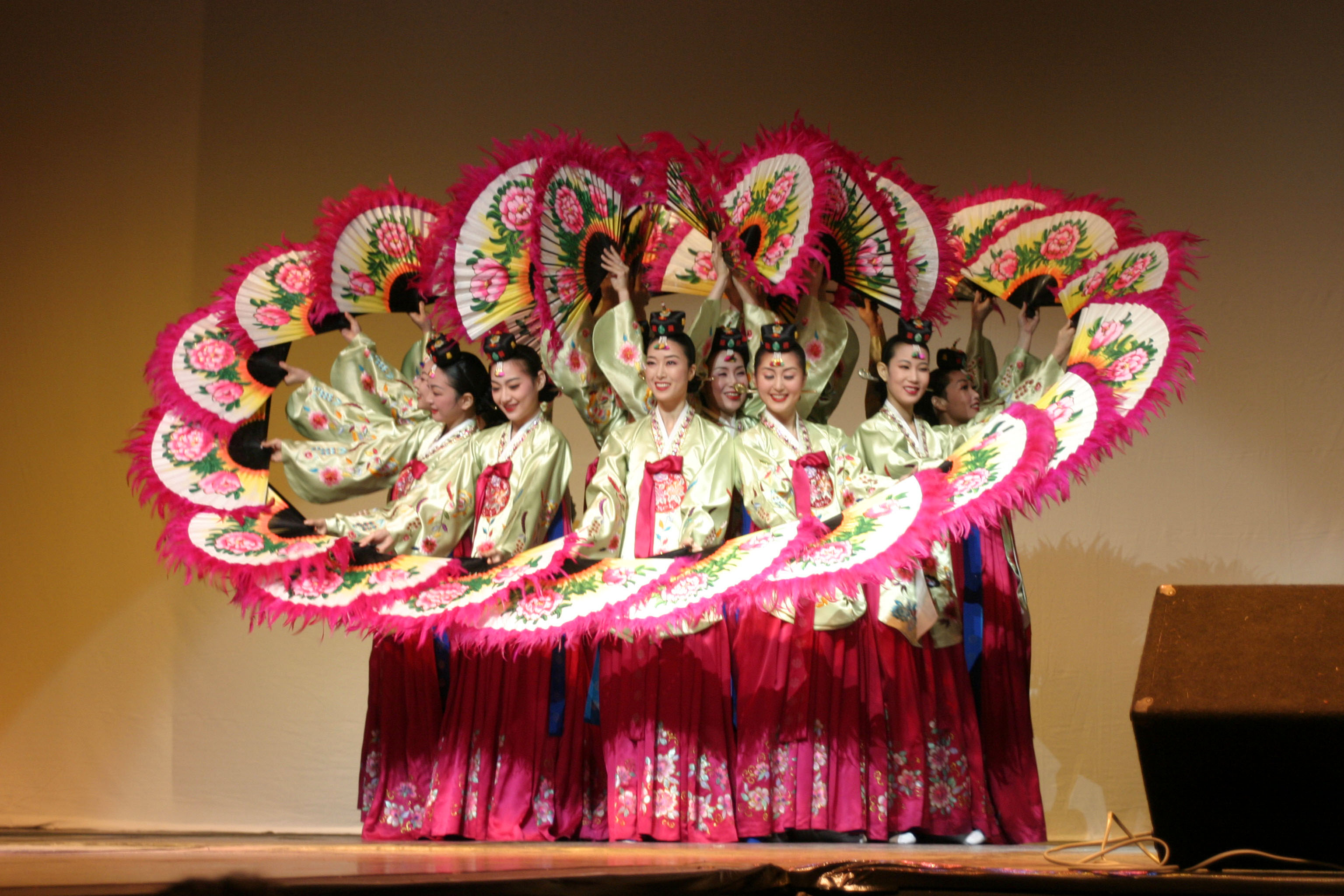
Buchaechum -danza de los abanicos- (segmento coreográfico de la danza en el que se representa a una flor, con los abanicos como pétalos y las bailarinas como eje floral).

Se cree que los comienzos de la danza en Corea se remontan a por lo menos hace unos 5000 años, y que las danzas evolucionaron a partir de rituales chamánicos. En la actualidad existe una gran variedad de danzas en Corea que van desde la danza folclórica y cortesana hasta la danza contemporánea de nueva creación.

## Generalidades

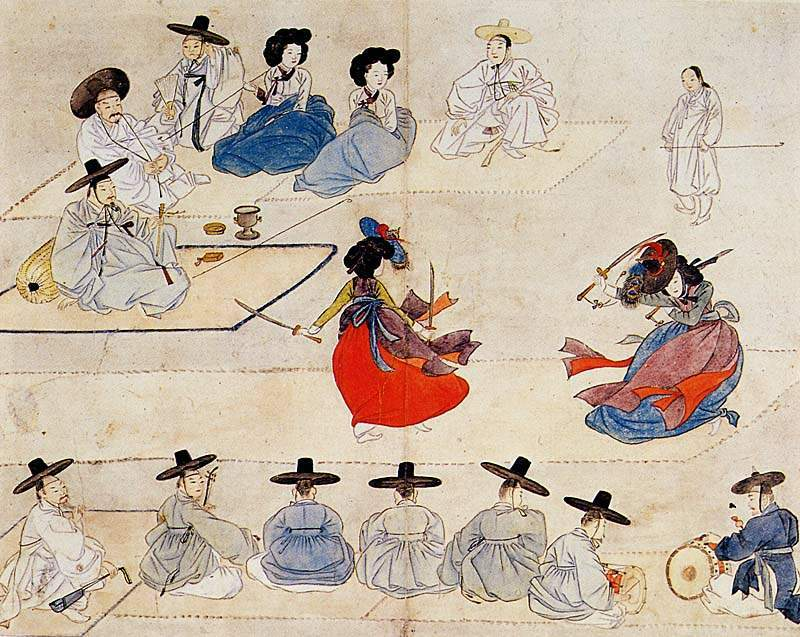
Pintura en el Hyewon pungsokdo representando “El baile con las espadas” que describía Gummu (Joseon).

La danza tradicional coreana se originó en los antiguos rituales chamánicos. Durante la época de los tres reinos de Corea, se perciben los primeros indicios de la danza coreana. En la época de los reinos coreanos posteriores, Goryeo y Joseon, la danza se benefició del apoyo regular de la corte real, numerosas academias, e incluso hubo un ministerio oficial del gobierno dedicado a la danza. 
Un número de diferentes danzas ganó un estatus social elevado permanente, incluyendo el dance del ermitaño; la danza de los espíritus; la buchaechum (la danza de los abanicos que llega a tener exquisitas coreografías); la seungmu (la danza del monje), y otras, a pesar de que muchas de ellas tenían orígenes humildes. Por ejemplo, Buchaechum (la danza de los abanicos) tiene su origen en un ritual de los chamanes, sin embargo se convirtió en una de las danzas coreanas más refinadas.
Otras danzas coreanas permanecieron bajo la cultura de los agricultores y grupos de danza folclórica. Elementos principales utilizados en los bailes son la bufanda de seda larga ondulante de color blanco puro que se utiliza en la salpuri, así como tambores, sombreros, espadas y otros elementos. Los temas de apoyo para estas danzas pueden ser periféricos o centrales en torno al relato en que se basa la danza. 
La invasión de Corea por parte de Japón causó la desaparición de muchas danzas y academias de baile tradicional coreano; durante la invasión y ocupación nipona hubo una supresión cultural, al extremo que podría decirse fue un genocidio de la cultura coreana. A este respecto, algunas formas de danzas fueron distorsionadas. A pesar de esta dificultad, algunas pocas pioneras, como Choi Seung-hee (en Hangul: 최승희, en Hanja: 崔承喜) crearon secretamente nuevas formas de danzas basadas en los cuentos tradicionales.
Actualmente ocurre a la inversa: la danza tradicional está disfrutando de un llamativo resurgimiento de la mano de numerosas universidades que enseñan bailes tradicionales. Los mejores bailarines de danzas tradicionales coreanas son reconocidos como «tesoros nacionales» para que también tengan la oportunidad de instruir a sus discípulos.

## Tipos
La danza tradicional coreana comparte similitudes con la danza contemporánea coreana en términos de las formas y a veces en el arte de algunas de sus letras. Normalmente, el movimiento se representa por belleza lineal: podría mencionarse porque las piernas y los pies se ocultan bajo el  Hanbok, ropa tradicional coreana. 
Muchas veces se baila al compás de la música tradicional coreana que incluye el uso del tambor tradicional, flautas y otros instrumentos musicales tradicionales como el abak. Así  la música "de fondo" cumple (con sus pulsos, ritmos e incluso armonías y melodías) un gran papel al mantener la corriente del relato.

### Danza cortesana

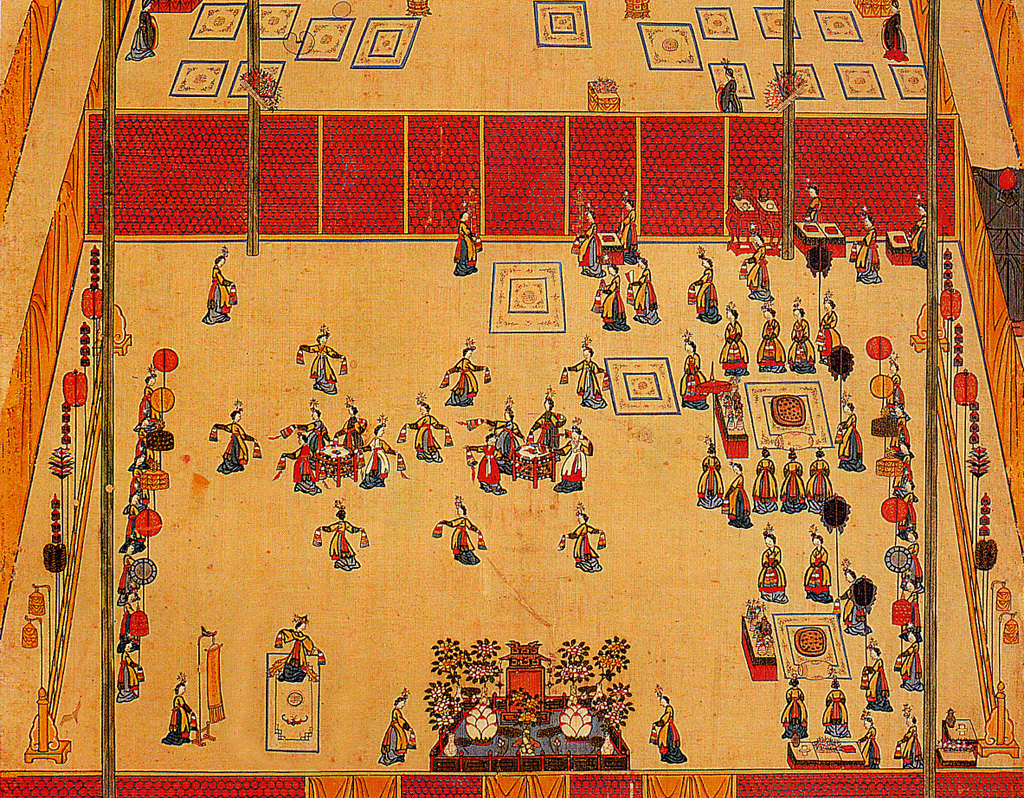
Una pintura de danza cortesana coreana durante el periodo Gojong.

La danza cortesana coreana se llama "jungjae" (hangul: 정재, hanja: 呈才) palabra que inicialmente indicaba la visualización de todos los talentos, por ejemplo funambulismo (llevado a elevados grados de arte en la danza y práctica llamada Jultagi) aunque desde el periodo Joseon gradualmente este término pasó a denotar a la danza.
El término jeongjae fue usado para las cortes reales, funcionarios de la corte y enviados extranjeros establecidos en el país. Se dividía en dos categorías: "Dangak jeongjae" (당악정재) y "Hyangak jeongjae" (향악정재). Dangak jeongjae indica a las danzas que derivaron desde la dinastía china de los Tang y llegaron a Corea durante el reino Goryeo, mientras que otras tienen orígenes netamente coreanos.
Mu (무, 舞) tiene el significado de danza en caracteres hanja.
- Abakmu (en Hangul: 아박무), abak es un tipo de instrumento hecho en marfil. Otro nombre de la danza Abakmu es Dongdong Jeongjae.[9]
- Bakjeobmu (en Hangul: 박접무), la palabra bakjeob significa el ala de las mariposas.
- Cheoyongmu (en Hangul: 처용무) es la danza coreana más antigua y también la danza del hijo del dragón, Cheoyong.[10]
- Ganggangsule es una danza coreana existente desde hace 5 000 años y utilizada para celebrar una cosecha abundante.[11]

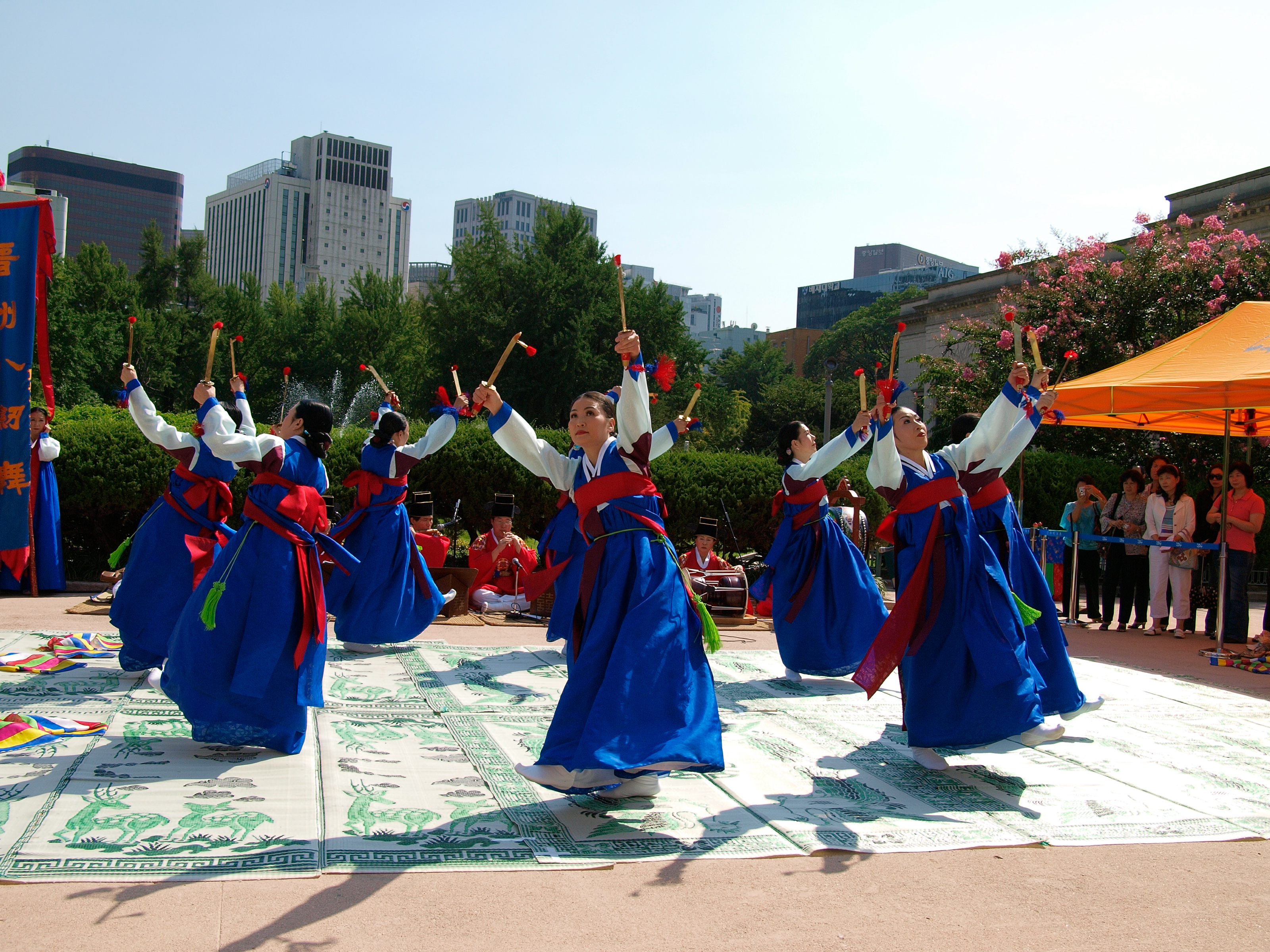
La danza coreana “Jinju Gummu”.

- Gummu (en Hangul: 검무) es un tipo de danza que usa espadas como instrumento. El ejemplo más famoso es la Gummu de Jinju (en Hangul: 진주검무).
- Hakyeon Jwadaemu es una mezcla del baile de la grulla y el baile del loto. Se dice que estos dos bailes se combinaron después de Sejong el Grande.[12]
- Mugo (en Hangul: 무고), es un baile que se destaca por el uso de tambores.

### Danza folclórica

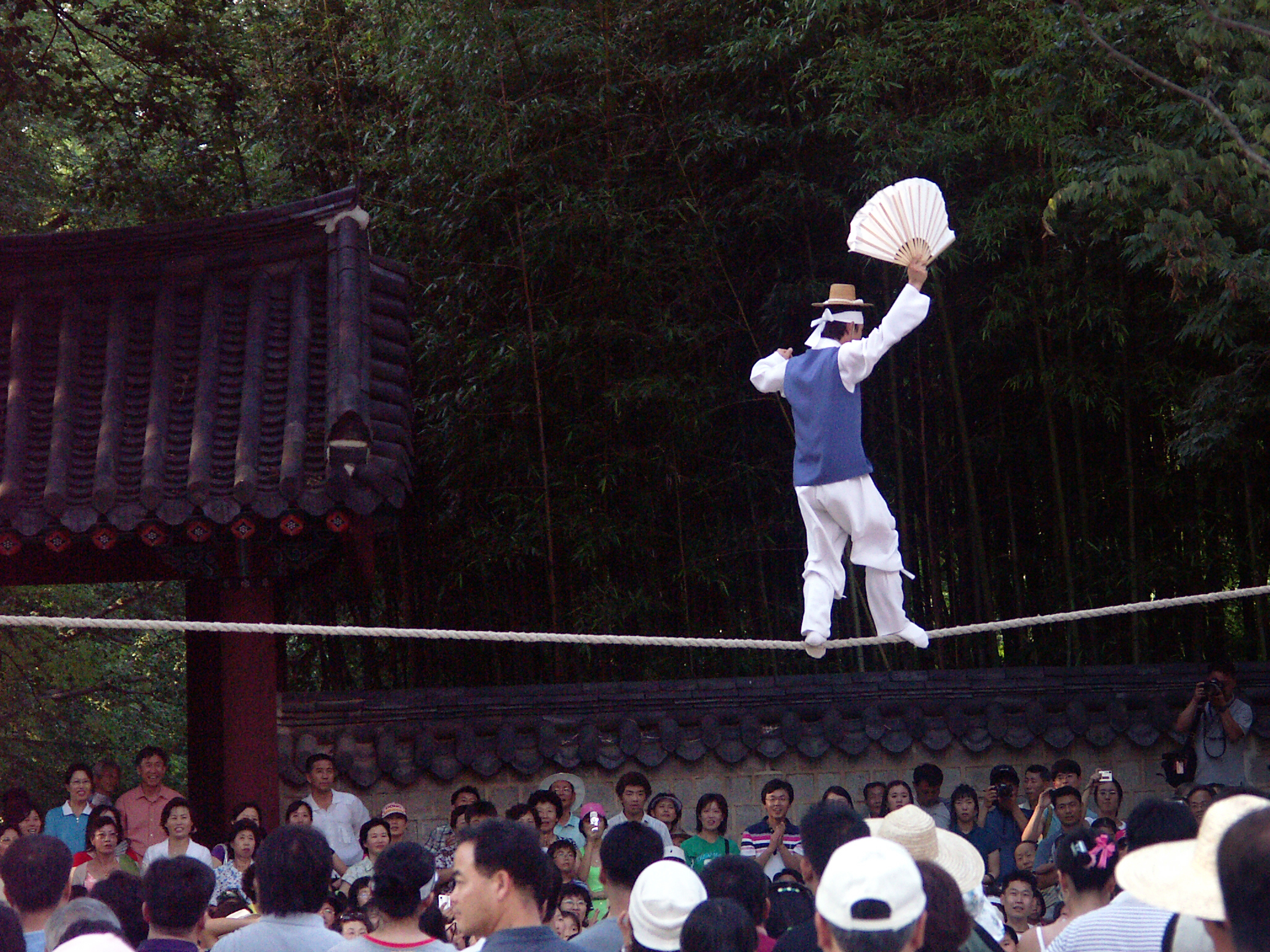
Jultagi.

La danza folclórica coreana no ha sido fuertemente afectada por limitaciones. Así es que es considerada en muchos aspectos al mismo nivel o grado que la danza cortesana. 
- Seungmu (en Hangul: 승무) es una danza budista que representa la esencia de la belleza coreana.[13]
- Taepyeongmu (en Hangul: 태평무) es la danza que desea que el país se encuentre en paz.
- Nong-ak (en Hangul: 농악) es el baile de agricultores que representa la tristeza de los mismos y también incluye diversos tipos de acrobacias.[14]

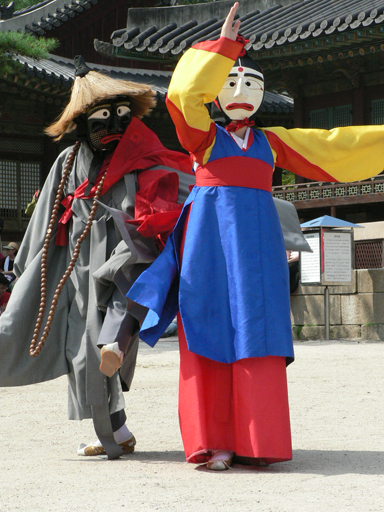
Songpa sandaenori.

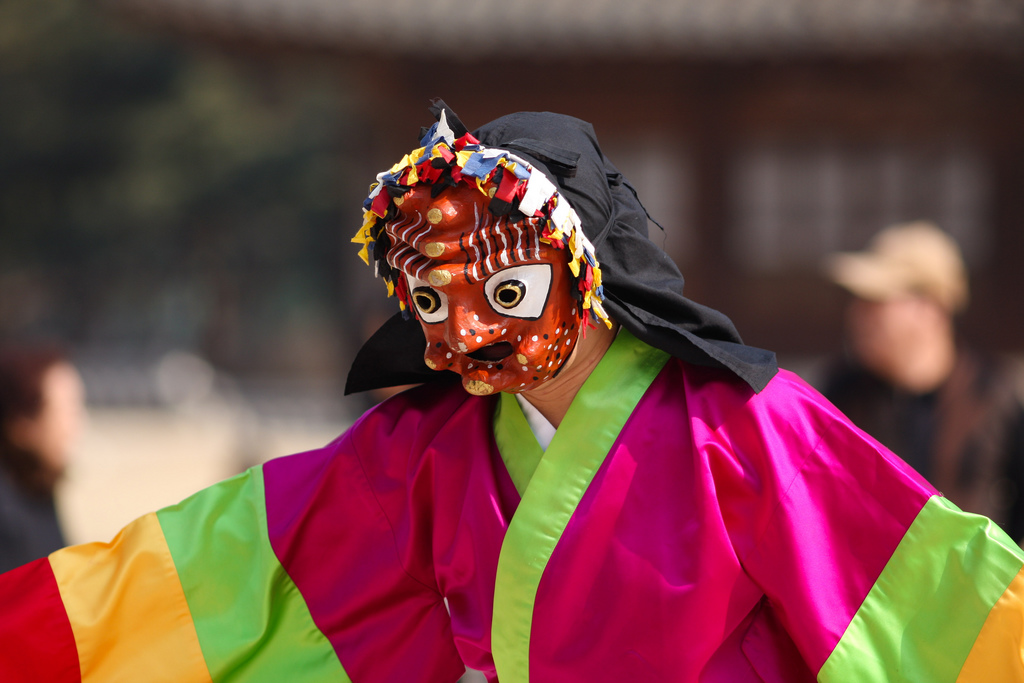
Bongsan Talchum.

Existen dos variedades de bailes de máscaras en Corea: el que tiene su origen en las fiestas populares y el de origen cortesano. Sin embargo, los relatos de estos bailes son sencillos, cada baile tiene caracteres diferentes según las regiones.
- Tal-chum (en Hangul: 탈춤) es literalmente el baile de las máscaras. Existen muchos tipos según las diversas regiones de Corea.